# Wietze
Wietze is een gemeente in de Duitse deelstaat Nedersaksen. De gemeente behoort bestuurlijk tot de Landkreis Celle en telt 8.395 inwoners.

## Indeling van de gemeente
Naast de hoofdplaats Wietze horen ook de Ortsteile Hornbostel (ten noorden van de hoofdplaats), Jeversen, (ten westen van de hoofdplaats) en Wieckenberg (ten zuiden van de hoofdplaats) tot de gemeente. Het totaal aantal inwoners bedroeg per 31 december 2019, volgens de gemeentewebsite: 8.394.

## Ligging, verkeer, vervoer
Wietze bevindt zich op de zuidelijke uitlopers van de Lüneburger Heide en ligt ongeveer 20 kilometer ten westen van Celle, 40 kilometer ten noorden van Hannover en 15 kilometer ten oosten van Schwarmstedt.
Door Wietze stroomt het gelijknamige riviertje, dat ten noordwesten van de plaats uitmondt in de Aller. Wietze ligt aan de Bundesstraße 214 tussen Celle en Nienburg (Weser).
De plaats ligt aan de B 214 Celle - Schwarmstedt - Nienburg/Weser. Bij Schwarmstedt bevindt zich afrit 50 van de Autobahn A7. Van hier is het naar Jeversen vijf en naar Wietze 10 km rijden.
Openbaar vervoer van en naar de gemeente is beperkt tot streekbussen vanuit en naar Celle, alsmede buurtbussen. Sinds 1985 is er geen spoorverbinding meer.

## Economie
De voornaamste economische factor in de gemeente is tegenwoordig de landbouw en (pluim)veeteelt. In de gemeente staat een zeer grote pluimveeslachterij annex fabriek van diepvrieskip. Bij het dorp Jeversen ligt het Contidrom, een grote testbaan en -hal waar de bandenfabriek Continental AG banden van auto's, motoren en dergelijke test.

## Geschiedenis

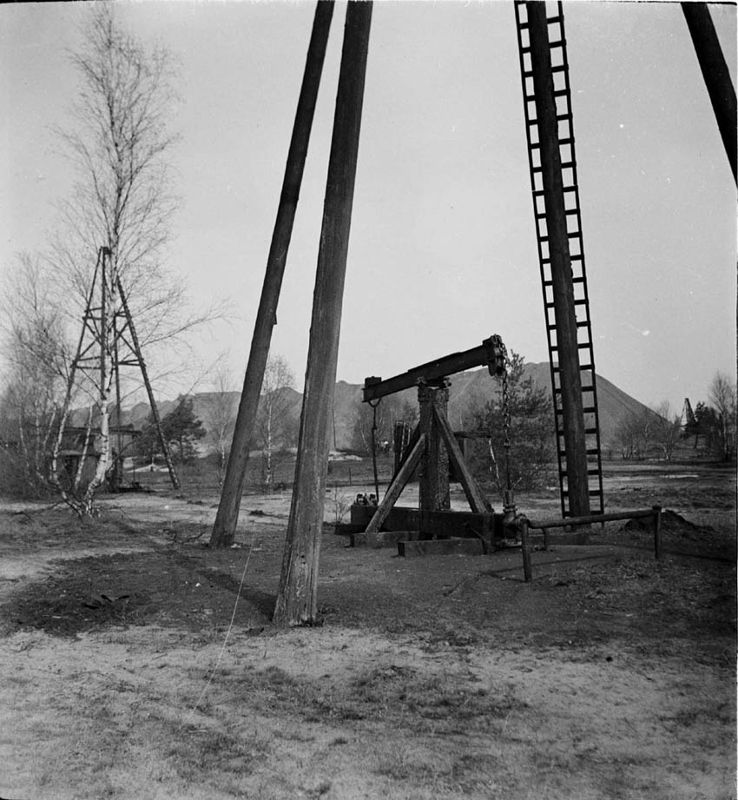
Foto d.d. 21 april 1935, oliewinning bij Wietze, archief Niedersächsisches Landesmuseum Hannover
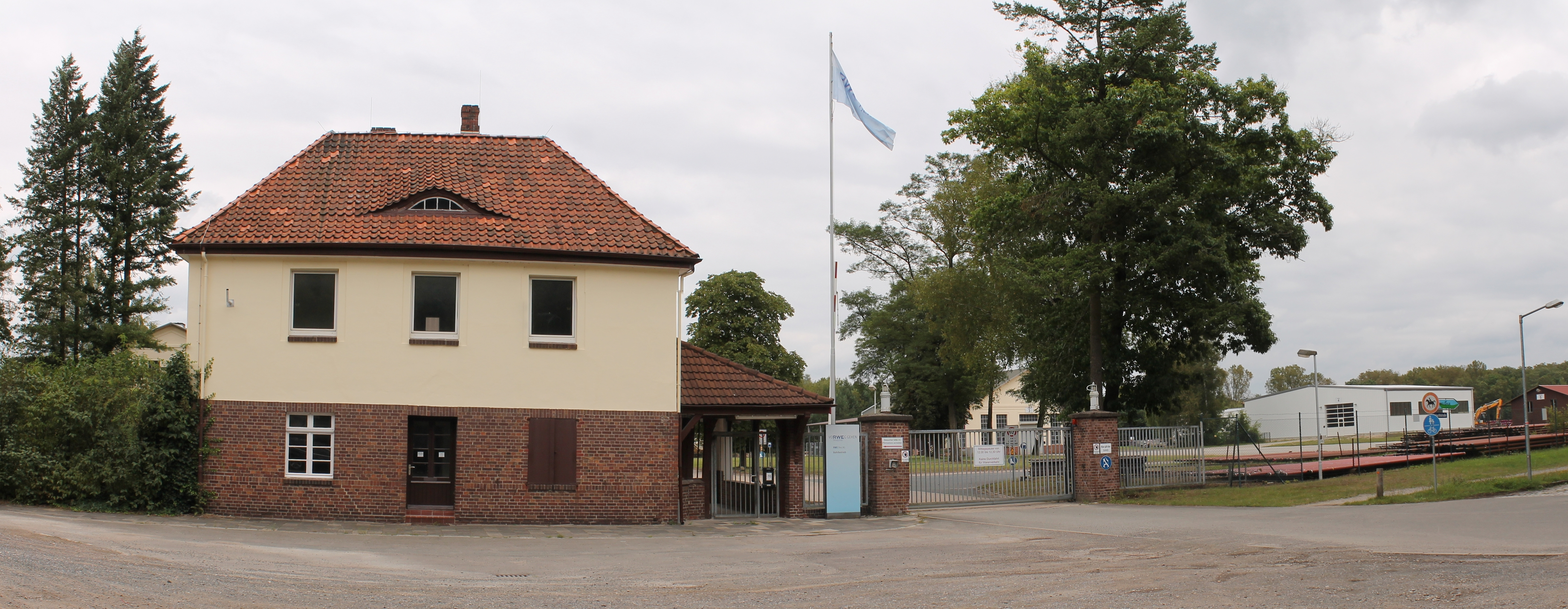
Ingang van de voormalige aardoliemijn Wietze, thans DEA Bohrbetrieb

### Aardolie
Aan de zuidkant van zowel het riviertje als het dorp Wietze werd vanaf 1652 een dikke aardolie in teerputten gewonnen en tot teer verwerkt. Dit materiaal, dat in de omgeving de bijnamen smeer en satansspek kreeg, werd voor velerlei doeleinden gebruikt, zelfs voor de behandeling van wonden.
Wietze, tot dan toe niet meer dan een middelgroot boerendorp, werd vanaf 1858 bekend doordat in de oude teervelden naar aardolie werd geboord. Door geologische omstandigheden bleek dit niet lonend. Wel werd met verbeterde technieken aardolie uit de teerlaag gewonnen. In 1899 was een boring aan de noordoever van de Wietze wel succesvol: van 140 meter diepte kwam vloeibare, bruikbare aardolie omhoog. Een "oliekoorts" was het gevolg; er ontstonden allerlei kleine oliemaatschappijen, er werden een raffinaderij en enige 11.000 m³ grote opslagtanks gebouwd. De meeste olie-arbeiders moesten van ver weg komen, te voet of op de fiets; dat maakte de bouw van arbeiderswoningen noodzakelijk. Voor het vervoer van de olie (in de eerste jaren werd die in houten kuipen per paard en wagen vervoerd) waren grote infrastructurele werken noodzakelijk. Er kwam een spoorlijn naar Celle; de rivier de Aller werd stroomafwaarts van Celle uitgediept en door middel van nieuwe sluizen voor vrachtschepen bevaarbaar gemaakt; in Wietze zelf kwam een kleine overlaadterminal. Ook de wegen werden aangepast aan zwaar verkeer van vrachtkarren en later -auto's. Ook kreeg Wietze en omgeving voorrang bij de aansluiting op het elektriciteitsnet, in de plaats werden hotels en winkels gebouwd. Kort voor de Eerste Wereldoorlog, in 1909, dekte de olieproductie uit Wietze 80% van de gehele binnenlandse behoefte van geheel Duitsland. Het in 1899 te Hamburg en Nordhausen als Deutsche Tiefbohr-Actiengesellschaft opgerichte DEA, Deutsche Erdöl AG, kocht uiteindelijk alle oliemaatschappijen in Wietze op. In 1934 was er sprake van 900 werknemers in deze bedrijfstak. Van 1920 tot 1963 werd de olie ook vanuit (maximaal in totaal 95 km lange) ondergrondse mijnschachten gewonnen; op een gegeven moment zijn in de oliewinning 400 mijnwerkers aan het werk geweest.
Na de Tweede Wereldoorlog nam de concurrentie toe en de rentabiliteit van de oliebronnen af. In 1963 werd door de DEA de oliewinning in Wietze beëindigd. Gevolg hiervan was de sluiting van de spoorlijn naar Celle voor reizigersverkeer in 1966 en voor goederenvervoer in 1985.
In Wietze is op het terrein van de voormalige oliewinning sinds 1970 het Duitse Aardoliemuseum gevestigd. Ook toen de gemeente een wapen mocht gaan voeren, werd dit van de afbeelding van een boortoren voorzien.

### Overig
Wieckenberg kende in de 15e en 16e eeuw enige ijzerertswinning uit ijzeroer. Van 1906 tot 1924 was er in Wietze zelf een kalizoutgroeve.

## Bezienswaardigheden

### Duits Aardoliemuseum

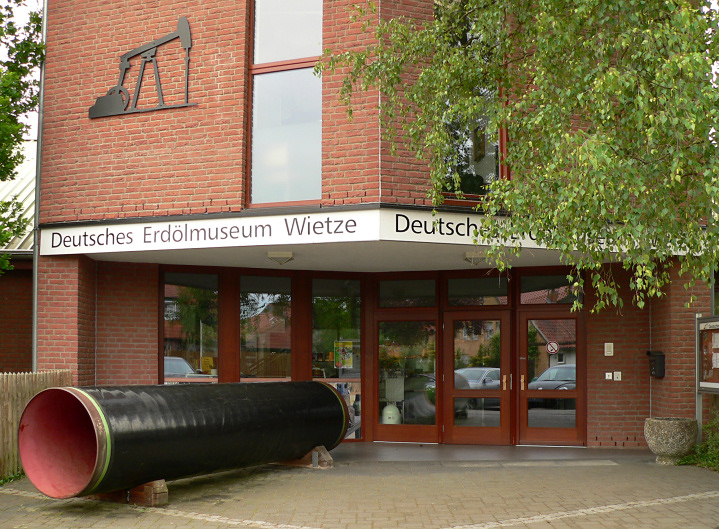
Ingang
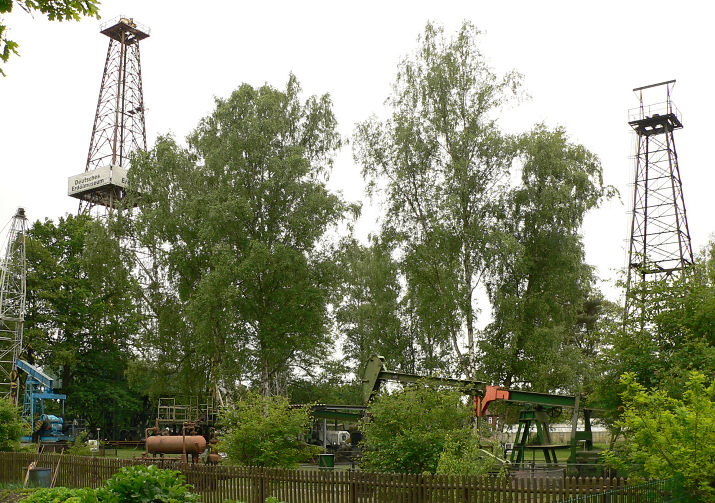
Buitenterrein
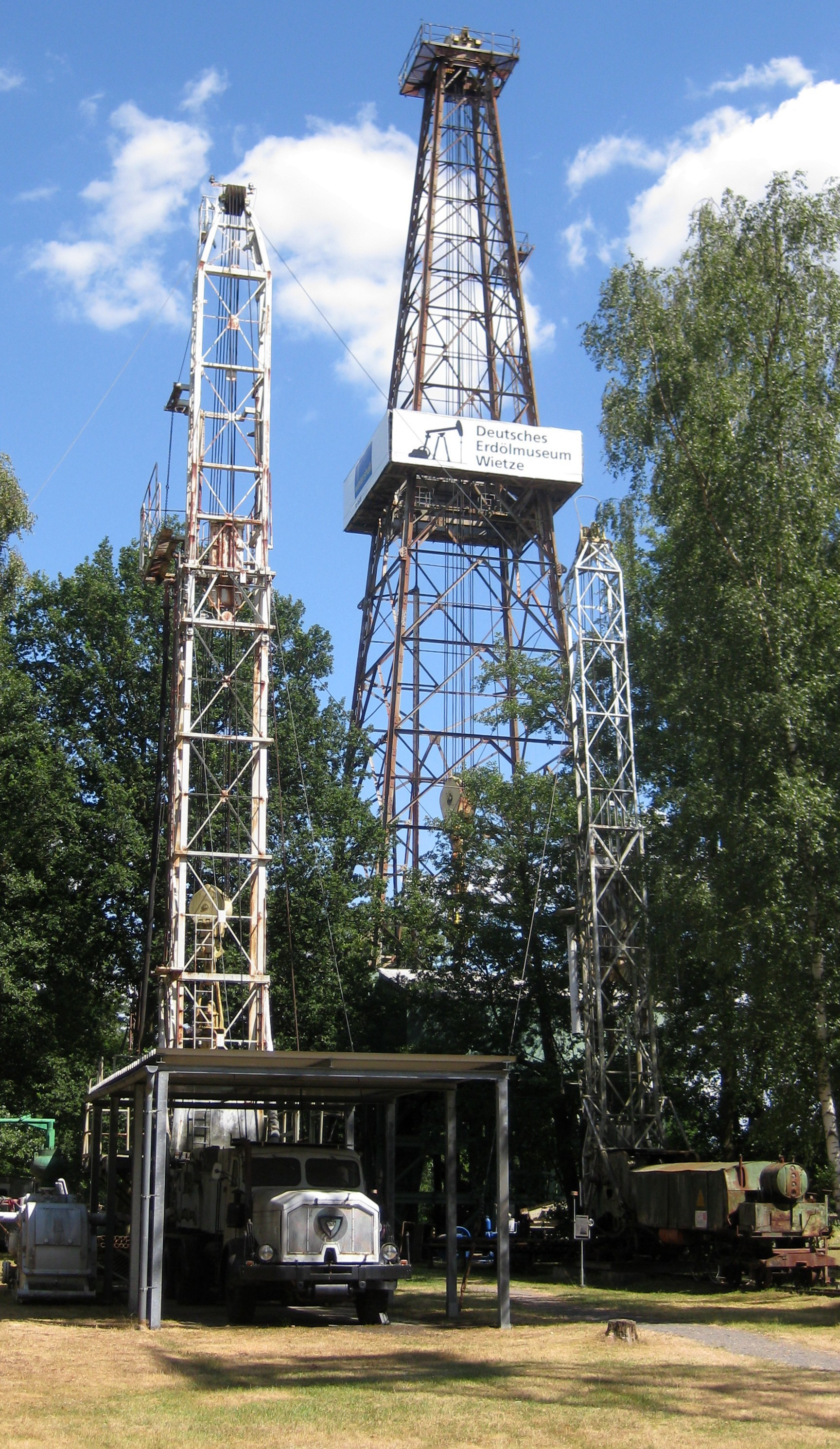
Olieboortoren
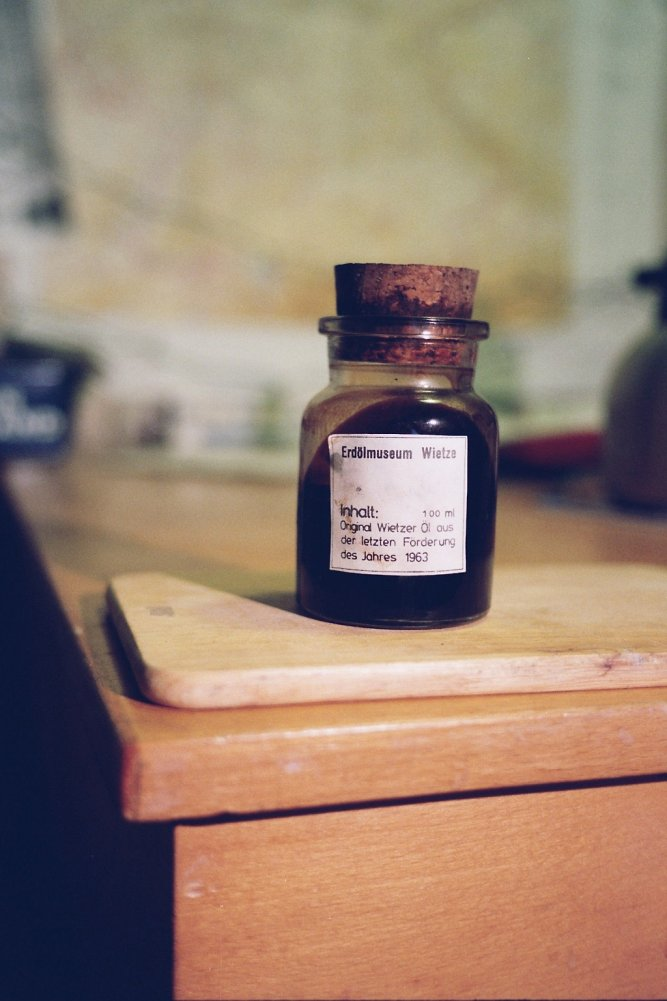
Aardolie uit Wietze
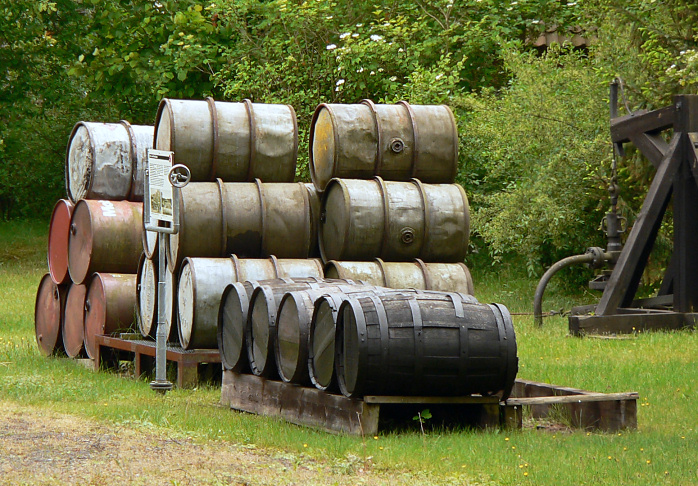
Oude en nieuwere olievaten
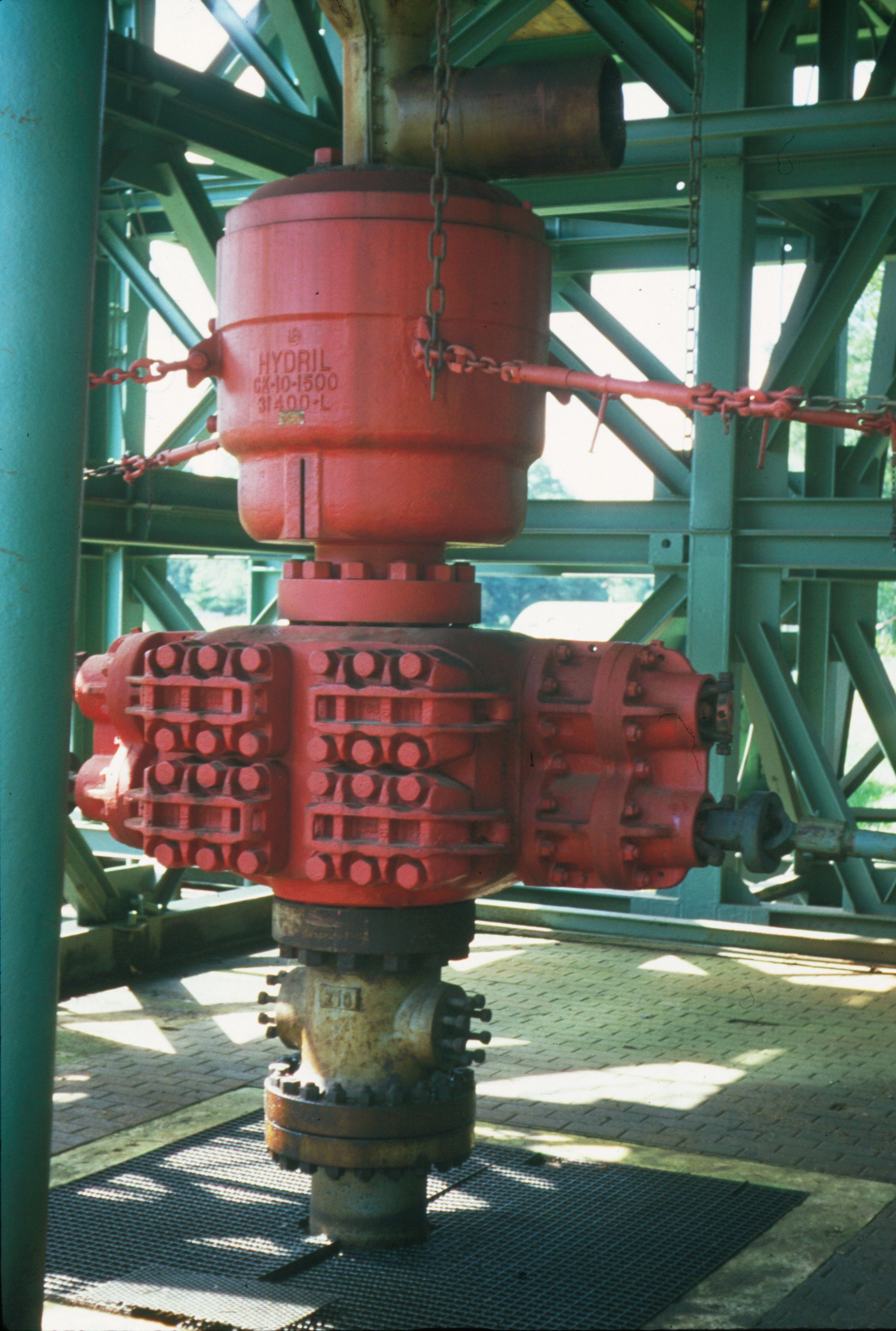
Eruptieafsluiter
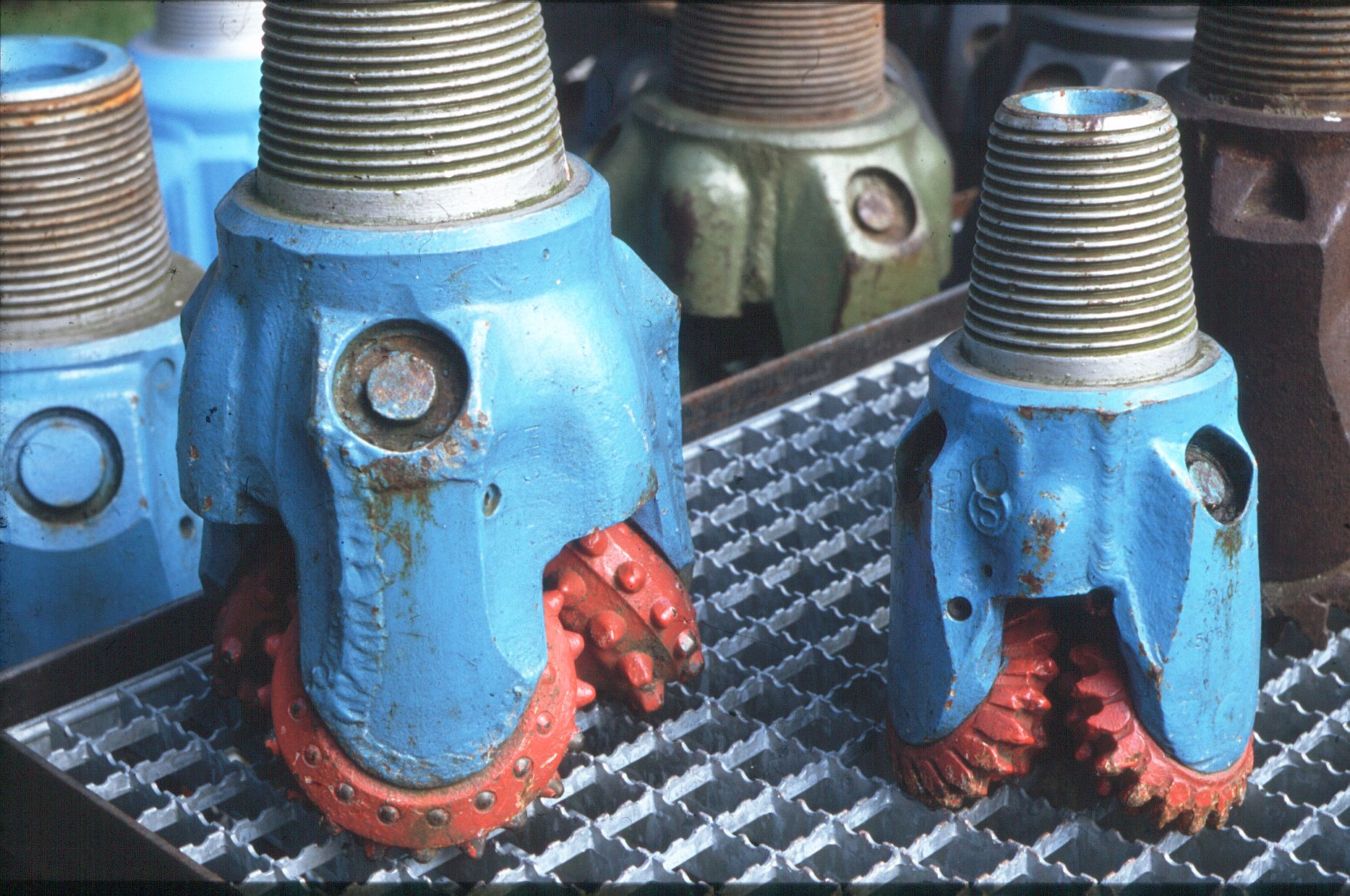
Beitel voor het boren naar olie

Het in 1970 geopende Duitse Aardoliemuseum (Deutsche Erdölmuseum) bevindt zich op een voormalig olieveld, dus een locatie waar aardolie is gewonnen. Het toont de geschiedenis van de aardoliewinning, in het bijzonder die te Wietze, van 1652 tot 1963, alsmede gereedschappen en installaties die daarvoor zijn gebruikt. Er is ook een grote collectie foto's, die op het onderwerp betrekking hebben. Verder wordt voorlichting gegeven over de moderne oliewinning. De 54 m hoge, in 1961 gebouwde boortoren op het terrein is overigens tot 1986 elders in gebruik geweest.

### Overige
- De min of meer als boerenwoning gecamoufleerde Stechinelli-kapel (bouwjaar 1692) in Wieckenberg, gem. Wietze, met fraai barokinterieur.
- Natuurgebied Hornbosteler Hutweide, een rivierdal- en weidereservaat, ten noorden van Wietze, deels in de buurgemeente Winsen. Begrazing vindt plaats met przewalskipaarden en heckrunderen. Er is een wandelroute uitgezet. Ook in de bossen ten westen en zuiden van Wietze kan men wandelingen maken.

## Belangrijke personen in relatie tot de gemeente
- Francesco Maria Capellini, bijgenaamd Stechinelli (* 18 april 1640 in Rimini, Italië; † 26 november 1694 in Celle), landdrost van onder andere Wieckenberg, dienaar en gunsteling van hertog George Willem van Brunswijk-Lüneburg en diens opvolger Johan Frederik van Brunswijk-Lüneburg.[3]

## Afbeeldingen

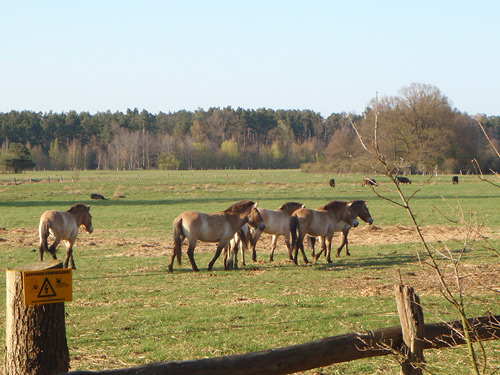
Hornbosteler Hutweide
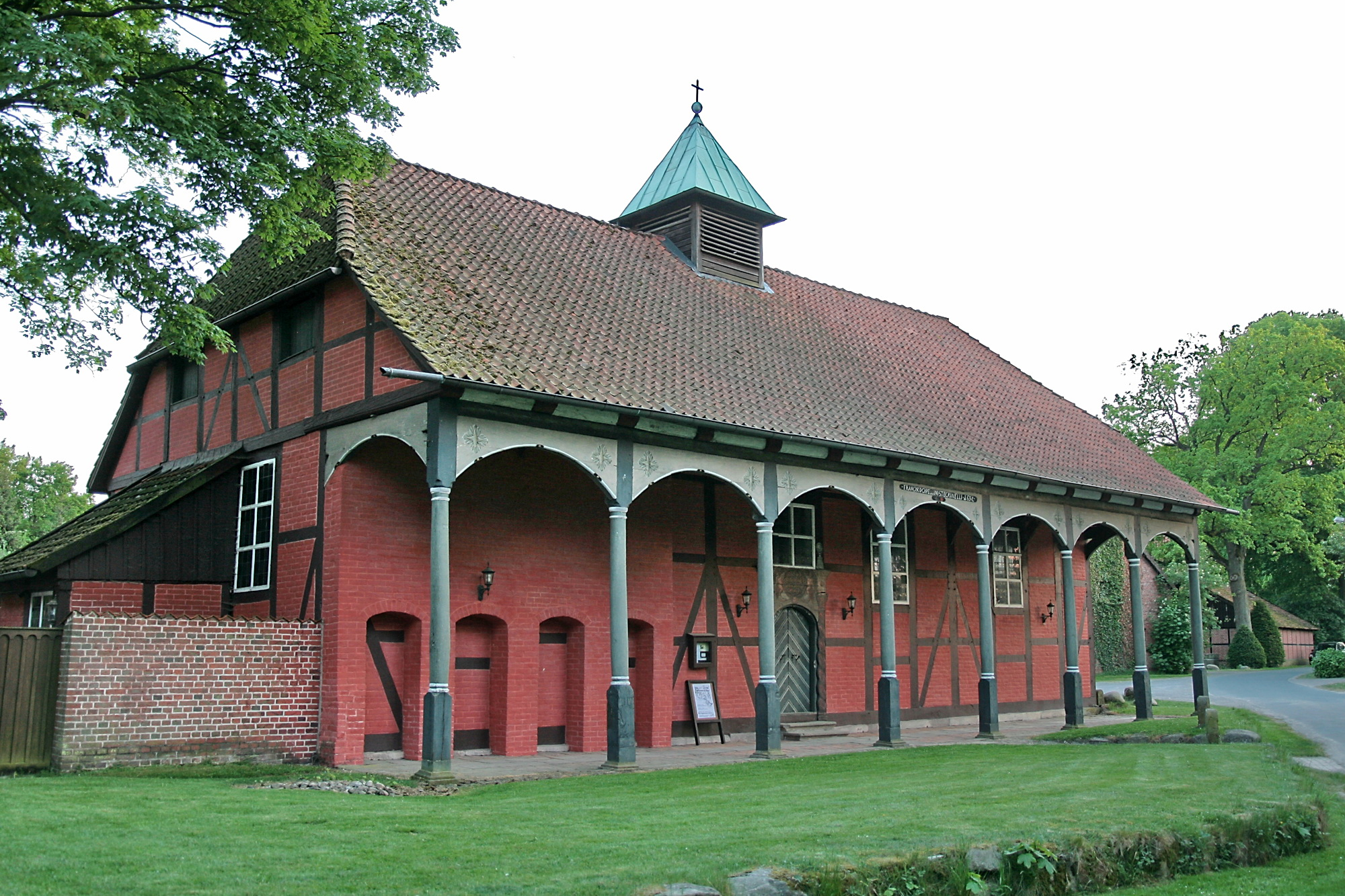
Stechinelli-kapel (1692) in Wieckenberg, gem. Wietze
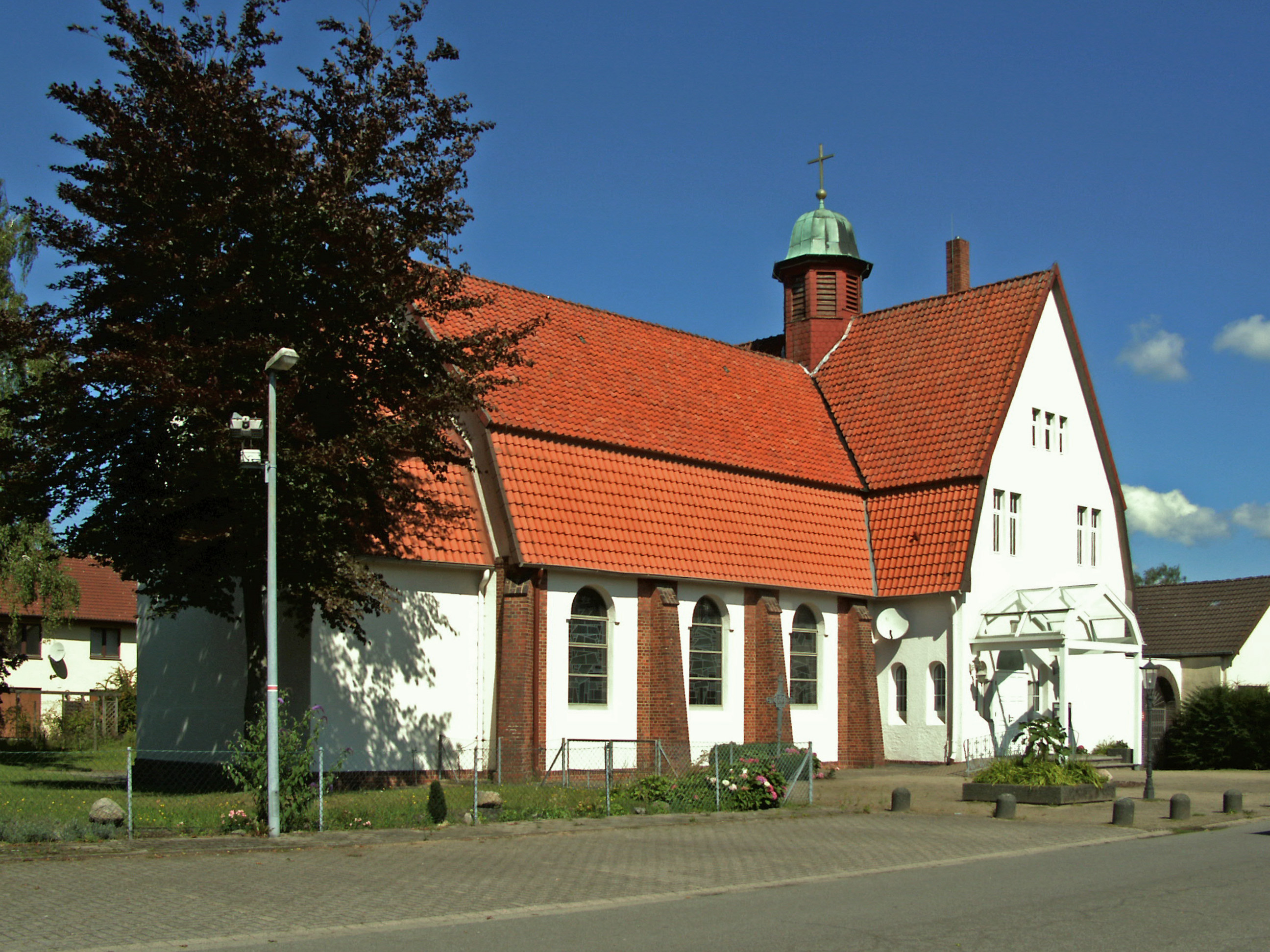
R.K.kerk Maria Hulp der Christenen (1908)
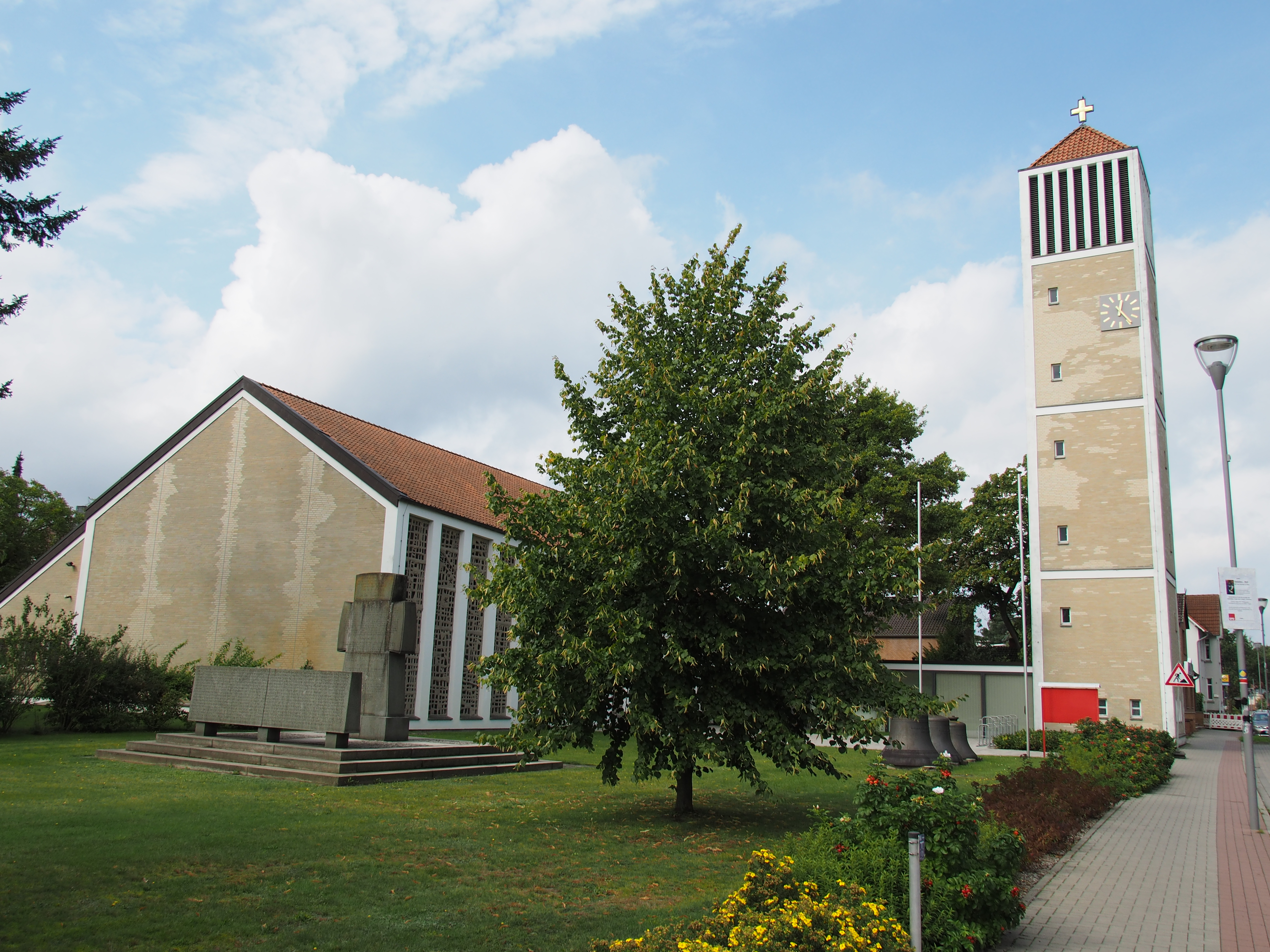
Evang.-lutherse kerk St. Michael (1962)